# Розен, Виктор Романович
Барон Ви́ктор Рома́нович Ро́зен (21 февраля [5 марта] 1849, Ревель — 10 [23] января 1908, Санкт-Петербург) — русский востоковед-арабист из остзейского рода Розенов. Брат Р. Р. Розена.
Академик (1890) и вице-президент (1900) Петербургской Академии наук, профессор арабской словесности в Санкт-Петербургском университете.

## Биография
Родился в Ревеле 21 февраля (5 марта) 1849 года в семье барона Романа Романовича Розена (Robert Gottlieb von Rosen), эстляндского вице-губернатора, и Елизаветы Захаровны Сухановой. 
Окончив курс на восточном факультете Санкт-Петербургского университета, Розен отправился за границу, в Лейпциг, где слушал лекции профессора Флейшера. В 1872 году получил степень магистра, в 1883-м — степень доктора арабской словесности. Почётный член Императорского Православного Палестинского общества.
В 1881—1882 годах руководил Азиатским музеем. В 1893 году был назначен деканом факультета восточных языков. С 1885 года стоял во главе восточного отделения Императорского Русского археологического общества, превратив его в «одно из крупнейших востоковедческих обществ мира».
С 1896 года Розен издавал «Записки Восточного отделения Русского археологического общества» — первый на русском языке академический журнал, посвящённый востоковедению. Помещал в нём собственные переводы арабских и персидских источников, проливающих свет на историю Восточной Европы (известия о славянах, хазарах, печенегах).
Тайный советник. Умер 10 (23) января 1908 года в Петербурге; похоронен на кладбище Воскресенского Новодевичьего монастыря (фото могилы).

## Семья
Жена — Ольга Феодосьевна, дочь Феодосия Фёдоровича Веселаго (1817—1895), русского историка военно-морского флота.